# Rhysopterus corrugatus
Rhysopterus corrugatus är en flockblommig växtart som först beskrevs av Marcus Eugene Jones, och fick sitt nu gällande namn av John Merle Coulter och Joseph Nelson Rose. Rhysopterus corrugatus ingår i släktet Rhysopterus och familjen flockblommiga växter. Inga underarter finns listade i Catalogue of Life.